# Neosisyphus kuehni
Neosisyphus kuehni là một loài bọ cánh cứng trong họ Bọ hung (Scarabaeidae).